# Francos (Segovia)
Francos es una localidad, pedanía del municipio de Ayllón, en la provincia de Segovia.

## Historia
En la Edad Media, Francos se repobló o fundó por el concejo de Ayllón durante la Reconquista, perteneciendo desde entonces a la Comunidad de Villa y Tierra de Ayllón, que engloba pueblos de las actuales provincia de Segovia, Soria y Guadalajara, quedando Francos encuadrado dentro del Sexmo del Río de esa comunidad, nombre debido a fluir por sus poblaciones el río Grado. Perteneció hasta mediados del siglo XX a la diócesis de Sigüenza.
Fue un municipio independiente hasta poco antes de 1857 cuando ya estaba incorporado al cercano Estebanvela.Ambos pasarían el 11 de diciembre de 1970 a agregarse al municipio de Ayllón.

## Demografía
| 13            | 12 | 10 | 14 | 15 | 9 | 15 | 15 | 10 | 6 | 8 | 6 | 4 | 9 |
| (Fuente: INE) |    |    |    |    |   |    |    |    |   |   |   |   |   |

## Cultura

### Patrimonio
- Iglesia de la Anunciación o Exaltación de la Santa Cruz, templo románico de que destaca su color rojizo. Conserva de esta época el ábside, la portada y el pórtico meridional.[1]
- Arquitectura típica, con muros de adobe de arcilla rojiza, muy representativos de esta zona de la sierra de Ayllón.
- Puente moderno de piedra, sobre uno más antiguo de importancia para el comercio y La Mesta.
- Valle del río Aguisejo, de destacado interés geológico.[4][5]

### Fiestas
- Santo Cristo, el último domingo de agosto, cuenta con verbenas populares, misa y procesión, juegos y comidas familiares.[4][5]

## Hijos ilustres
- Pedro Calvo Hernando, periodista.